# 김소연 (1981년)
김소연(金素延, 1981년 8월 3일~)은 대한민국의 변호사이자 정치인이다. 대전광역시 서구 출신이며 본관은 김해이다.

## 생애
김소연은 민족사관고등학교에 입학한 지 2년이 지난 1999년에 조기 졸업하고 한국과학기술원에 입학했다가 1년 만에 중퇴했다. 대학수학능력시험에 합격하고 고려대학교 경영학과에 입학했으나 대학교 산악부에서 만난 선배와 결혼하고 2년 만에 중퇴했다. 독학사 법학사 과정을 취득한 이후에 충남대학교 법학전문대학원에서 2년 간의 휴학을 거쳐 전문석사학위를 취득했고 법무법인 법승, 법무법인 대아, 법률사무소 청리 소속 변호사로 근무했다.
김소연은 2017년에 더불어민주당 소속 국회의원인 박범계의 주선을 통해 더불어민주당에 입당하여 지방자치행정위원으로 활동했다. 2018년에 실시된 제7회 전국동시지방선거에서 더불어민주당 소속 대전광역시의회 서구 제6선거구 의원 후보로 출마하여 당선되었으나 박범계 국회의원이 부적절한 특별당비 요구를 방조했다고 폭로한 사건으로 인하여 소속된 정당에서 제명되었다. 2018년 12월부터 한동안 무소속으로 남아 있다가 2019년 3월 4일에 바른미래당 대전광역시당 위원장을 역임하고 있던 신용현 국회의원의 주선을 통해 바른미래당에 입당했다.
김소연은 2019년에 여성가족부 산하 대전여성폭력방지상담소의 비리를 폭로하는 한편 386 카르텔 해체를 주장하면서 페미니즘을 비판하였다. 2019년 6월 28일에는 주대환 바른미래당 혁신위원장으로부터 혁신위원회 위원 7명 가운데 한 사람으로 임명되었으나 2019년 7월 11일에 주대환 혁신위원장과 함께 사퇴했다. 2020년 1월 16일에 제21대 국회의원 선거 출마를 위해 대전광역시의회 의원직을 사퇴했으며 2020년 1월 30일에 자유한국당에 입당했다.
김소연은 2020년에 실시된 제21대 국회의원 선거에서 미래통합당 대전 유성구 을 후보로 공천되었다. 선거 운동 기간에는 "탈원전 정책 폐기, 여성가족부 폐지, 대전 특허법조타운 조성, E스포츠 대회 유치, 안전놀이터 조성" 등을 공약으로 제시했으나 더불어민주당 소속으로 출마한 이상민 후보에게 패배하여 2위로 낙선했다. 그러나 민경욱 미래통합당 인천 연수구 을 후보를 비롯한 일부 보수주의 진영에서 제기한 제21대 국회의원 선거 사전투표가 조작되었다는 의혹제기에 동조했던 미래통합당의 이영규 대전 서구 갑 후보, 양홍규 대전 서구 을 후보, 장동혁 대전 유성구 갑 후보와 함께 법원에 투표지 증거 보전 신청을 했다. 또한 사전투표 조작 의혹제기를 비판한 하태경 미래통합당 의원을 공개적으로 비난하기도 했다.
김소연은 국민의힘 대전 유성구 을 당협위원장을 역임하고 있던 2020년 9월에 "한가위, 마음만은 따뜻하게, 달님은 영창으로"라는 문재인 대통령을 조롱하는 문구가 적힌 추석 인사 현수막을 내걸어 논란이 되기도 했는데 이는 군부대의 감옥을 뜻하는 '영창'(營倉)이 창문을 뜻하는 '영창'(映窓)과 동음이의어라는 점을 노린 문장이기도 하다. 김소연은 "볼프강 아마데우스 모차르트가 작곡한 《자장가》 가사에서 따온 것이며 따뜻한 명절을 보내자는 덕담을 담은 것"이라고 주장했으나 문재인 대통령 지지층을 향해 "대깨문('대가리(머리)가 깨져도 문재인'이라는 뜻) 여러분들은 혈압 올리지 마세요. 그들에게 사과하면 저도 '계몽군주'가 되는 것입니까?"라고 비난했다. 이는 유시민이 연평도 해역 공무원 피격 사망 사건에 대한 사과 성명을 발표한 김정은 조선민주주의인민공화국 국무위원장을 '계몽군주'라고 표현한 것에 대한 논란을 이용한 표현이기도 하다.
김소연은 2020년 10월 9일에 국민의힘에서 당무감사를 진행한다는 정보를 입수하고 대전 유성구 을 당협위원장에서 자진 사퇴하겠다는 의사를 밝혔으나 2020년 10월 13일에 김종인 국민의힘 비상대책위원장의 만류로 인하여 무산되었다. 하지만 2020년 12월 14일에 국민의힘으로부터 민경욱과 함께 당협위원장 자격을 박탈당했다. 2020년부터 오세라비, 여명숙과 함께 시민 사회 단체인 미래대안행동 여성청년위원회에서 활동했다. 2022년 3월 9일로 예정된 서울 서초갑 보궐선거에 국민의힘 예비후보로 등록했으나(2021년 12월 15일) 2022년 1월 7일에 국민의힘을 탈당하였다. 이어 서초갑 보궐선거에는 무소속으로 출마하겠다고 선언했다.

## 학력
- 대전문정초등학교
- 대전탄방중학교
- 민족사관고등학교 졸업
- 한국과학기술원 1학년 수료 및 중퇴
- 고려대학교 경영학과 2학년 수료 및 중퇴
- 독학사 법학사 취득
- 충남대학교 법학전문대학원 전문석사

## 경력
- 2017년 3월 5일 ~ 2018년 12월 17일 : 더불어민주당 지방자치행정위원
- 법무법인 청리 수습변호사
- 법무법인 대아 변호사
- 2018년 3월 5일 : 법무법인 법승 변호사
- 2018년 3월 5일 : 학교폭력자치위원회 위원장
- 2018년 3월 5일 : 민족사관고등학교 총동문회 부회장
- 2018년 7월 1일 ~ 2020년 1월 16일 : 제8대 대전광역시의회 의원(초선, 더불어민주당 → 무소속 → 바른미래당)
- 2019년 11월 ~ 2019년 12월 : 바른미래당 청년대변인
- 바른미래당 혁신위원회 위원
- 미래대안행동 여성,청년위원회 위원
- 김소연법률사무소 대표 변호사
- 법률사무소 Will 대표 변호사{\displaystyle }
- 2020년 2월 4일 ~ 4월 15일 : 미래통합당 유성구 을 후보
- 2020년 4월 ~ 2020년 9월 : 미래통합당 대전광역시당 유성구을 당협위원장
- 2020년 9월 : 국민의힘 대전광역시당 유성구을 당협위원장
- 국민의힘 대전광역시당 대전시정감시단장
- 가로세로연구소 출연자
- 한반도인권과통일을위한변호사모임 회원
- 한국부패방지법학회 상임이사
- 원자력살리기국민행동 사무총장
- 제20대 대통령선거 국민의힘 선거대책본부 조직본부 조직통합위원회 대전특보
- 박정희정신계승사업회 공동대표
- 법무법인 황앤씨 대표변호사
- 22대 총선 국민의힘 대전시당 공동선거대책본부장
- 대전광역시 법률특별보좌관

## 저서
- 《페미니즘은 어떻게 괴물이 되었나》 (공동 저자: 오세라비·김소연·나연준, 2020년 12월 7일, 글통)

## 역대 선거 결과
|  | 68.75% |

|  | 37.00% |

|  | 2.09% |